# Каменский кратер
Каменский кратер — ударный кратер (астроблема) на Земле, расположен на Донецком кряже в бассейне реки Северский Донец, в 10—15 км к востоку от города Каменск-Шахтинский Ростовской области.

## Описание
Диаметр кратера составляет 25 километров, глубина — 750 метров. В рельефе местности не проявляется. Рядом располагается сателлитный Гусевский кратер диаметром 3 километра. Кратеры возникли одновременно, в результате падения главного астероида и его меньшего спутника. Оценка возраста кратеров, основанная на аргон-аргоновом датировании импактного стекла, составляет 49 млн лет (эоцен), однако раньше на базе стратиграфических данных высказывалась гипотеза, что кратеры возникли на рубеже мезозоя и кайнозоя, что соответствует событию мезозойского вымирания. Кратеры покрыты слоем отложений глубокинской свиты и четвертичными осадками. Предполагается, что Каменское событие произошло в мелководном морском бассейне.
Кратер возник в слое перемятых средно-верхнекаменноугольных известняков, песчаников и сланцев с прослоями угля толщиной 3—4 км и карбонатно-терригенных и терригенных породах нижней перми толщиной 600 м, несогласно перекрытой терригенными карбонатно-терригенными образованиями времён нижнего триаса (150 м) и верхнего мела (300 м).
Каменский кратер по своей структуре комплексный, ложе кратера находится в породах карбона и имеет центровое поднятие диаметром 5—7 км и высоту примерно 350—400 м. Стратиграфический взброс пород составляет до 2—4 км. Вокруг центрального поднятия — кругообразный жёлоб глубиной 700—800 м.
Аутигенная брекчия, составляющая ложе кратера, плавно переходит в аллогенную полимиктовую брекчию, которую составляют фрагменты пород мишени, цементированных всё тем же дроблённым материалом с вкраплениями импактного стекла. Толщина аллогенной брекчии примерно 700 метров в границах кругообразного жёлоба и 100—200 метров над центровым поднятием. В брекчии есть линзы зювитоподобных пород, где в большом количестве присутствует разложенное импактное стекло.